# Attentat i gryningen
Attentat i gryningen (engelska: Operation Daybreak) är en amerikansk-tjeckoslovakisk krigsfilm från 1975 i regi av Lewis Gilbert.
Filmen bygger på Alan Burgess roman Sju män i gryningen.

## Handling
Filmen är en dramatisering av Operation Anthropoid, attentatet mot Reinhard Heydrich 1942.

## Rollista i urval
- Timothy Bottoms - Jan Kubiš
- Anthony Andrews - Jozef Gabčík
- Martin Shaw - Karel Čurda
- Nicola Pagett - Anna
- Joss Ackland - Janak
- Vernon Dobtcheff - Pyotr
- Anton Diffring - Reinhard Heydrich
- Diana Coupland - tant Marie
- Ronald Radd - Maries make
- Carl Duering - Karl Hermann Frank
- Kika Markham - Čurdas maka